# هلو وینس
هلو وینِس (کره‌ای: 헬로비너스) (به انگلیسی: Hello Venus) به سبک HELLOVENUS نیز نوشته می‌شود، گروه دخترانهٔ اهل کره جنوبی بود که توسط ترایسل میدیا (قبلاً یک سرمایه‌گذاری مشترک بین پلدیس انترتینمنت و فنتجیو بود) تشکیل شد. این گروه در ابتدا شامل شش عضو بود: آلیس، نارا، لایم، یوآرا، یونجو و یویانگ. هلو وینِس در ۹ مه ۲۰۱۲ با تک‌آهنگ «ونوس» از نخستین آلبوم چندآهنگه با همین نام، فعالیت خود را آغاز کرد. در ژوئیه ۲۰۱۴، پلدیس و فنتجیو به سرمایه‌گذاری مشترک خود، ترایسل میدیا، پایان دادند. یوآرا و یونجو زیر نظر پلدیس و چهار عضو دیگر گروه زیر نظر فنتجیو به فعالیت‌های گروهی ادامه دادند. در اکتبر ۲۰۱۴، فنتجیو دو عضو جدید گروه را معرفی کرد: سویانگ و یوروم. این گروه در سال ۲۰۱۹ پس از اتمام قرارداد تمام اعضا به صورت رسمی منحل شد.